# مجموعات دعم مرضى السرطان
مجموعات الدعم لمرضى السرطان توفر جلسات يمكن من خلالها أن يتحدث هؤلاء المرضى عن حياتهم مع هذا المرض إلى الآخرين الذين قد يكون لهم تجارب مماثلة. يشابه البناء الاجتماعي لهذه المجموعات بشكل كبير أنواع أخرى من مجموعات الدعم.
وبالرغم من أن تجربة المصابين بمرض السرطان تختلف اختلافًا كبيرًا من شخص إلى آخر، إلا أنهم جميعًا بحاجة إلى نظام دعم جيد من أجل التعامل مع جميع مراحل مختلفة من المرض. ولهذا تم تكوينأنظمة الدعم المختلفة بما في ذلك دعم المجتمع، مجموعات الدعم على الإنترنت، الشبكات، المنتديات، والمنظمات الخيرية. وعادةً ما يقود مجموعات الدعم المجتمعية علماء نفس، أ خصائيين اجتماعيين وممارسين طبيين و يمكن أن تتم في الكنائس،  المستشفيات أو المراكز المجتمعية.
مجموعات الدعم عبر الإنترنت والمنتديات هي خيار جيد بالنسبة لأولئك المرضى الذين يجدون صعوبة في ترك المنزل أثناء العلاج. لدى الناس المشاركة في مثل هذه المحافل إمكانية الحفاظ على سرية هويتهم. تتنوع نظم الدعم بين الموجهة للمرضى الذين يعانون من أنواع معينة من السرطان إلى تلك التي تدعم المرضى الذين يعانون من أي نوع من السرطان.

## توفير الدعم العاطفي
وبصرف النظر عن الاضطرار إلى التعامل مع التحديات المادية والطبية يواجه مرضى السرطان العديد من المخاوف والمشاعر والاعتبارات الخاصة بأوضاعهم. وقد يجد مرضى السرطان أنهم بحاجة إلى مساعدة للتعامل مع الجانب العاطفي فضلًا عن الجوانب العملية للمرض. في الواقع، يعتبر الاهتمام بالعبء العاطفي للإصابة بالسرطان جزءًا من خطة علاج المريض. وقد يساعد الدعم من فريق الرعاية الصحية (الأطباء والممرضين والأخصائيين الاجتماعيين)، ومجموعات الدعم، وشبكات التواصل بين المرضى على جعل المرضى أقل شعورًا بالعزلة والتوتر كما يحسن من طبيعة حياتهم.
والأهم من ذلك أن مجموعات دعم السرطان تستطيع أن توفر الوصول إلى أحدث المعلومات بشأن العلاجات المتاحة. يجب على أي شخص يعاني من ورم سرطاني نادرأن يأخذ في الاعتبار
 الانضمام مجموعة متخصصة عبر الإنترنت للوصول إلى المعلومات التي لا تتوفر في أي مكان آخر. مجموعات الدعم لمرضى السرطان توفر جلسات يمكن من خلالها أن يتحدث هؤلاء المرضى عن حياتهم مع هذا المرض إلى الآخرين الذين قد يكون لهم تجارب مماثلة.
وقد يملك بعض المرضى اهتمامات مختلفة نابعة من أوضاع خاصة في حياتهم قد تستدعي مجموعة دعم حاصة لتلبية احتياجاتهم على وجه التحديد. على سبيل المثال، هناك مجموعات دعم لمساعدة النساء في بعض الأعمار خلال تجربتهن مع السرطان. وقد يرغب المرضى في التحدث إلى أحد أفراد فريق الرعاية الصحية للعثور على مجموعة الدعم التي تناسب احتياجاتهم. العديد من الناس أيضا قد تجد معلومات مفيدة في كتيبات واوراق  المعهد الوطني للسرطان.
وبصرف النظر عن التحسن في الثقة، الرفاهية، الإجهاد، والراحة الشخصية، تُجرى حاليًا دراسة عن التأثيرات المباشرة لمجموعات الدعم على تحسين صحة الناس الذين يحضرونها. قارنت بعض الاختبارات القصيرة أعضاء من مجموعة دعم مرضى  سرطان الثدي في ستانفورد ضد مجموعة التحكم ووجدت فوائد كبيرة للعضوية في المجموعة. وتُكرر هذه الدراسات حاليًا على نطاق أوسع. بعض النظريات حول هذه الفوائد تنسب التحسن الصحي إلى انخفاض التوتر من خلال الحديث عن القضايا العاطفية، تأثير الدواء الوهمي، التعلم عن خيارات العلاج من خلال التفاعل مع الآخرين ذوي القضايا المشتركة. وتجري مشروعات بحثية على نطاق واسع حول مجموعات دعم السركان عبر الإنترنت وقد توفر بعض الإجابات حول استخدام القوائم البريدية عبر الإنترنت من قبل مرضى السرطان المشتركين.

## مجموعات الدعم
وقد كونت  جمعية السرطان الأمريكية ما يُسمى بشبكة الناجين من مرض السرطان تهدف إلى مساعدة الناجين من مرض السرطان، الأسر والأصدقاء للتواصل والعثور على الآخرين الذين يشاركونهم خبراتهم واهتماماتهم.
مجتمع دعم مرضى السرطان هو منظمة دولية غير ربحية تقدم الخدمات الشخصية والتعليم لدعم المتضررين من السرطان. بدأت هذه المبادرة عملياتها بعد انضمام  مجتمع الصحة ونادي غيلدا معا لتوفير الدعم النفسي والاجتماعي من خلال 50 مكتب محلي وأكثر من  100 موقع عبر الإنترنت.
مركزماكميلان لدعم السرطان هي مؤسسة خيرية لدعم ورعاية مرضى السرطان في المملكة المتحدة مكرسة لتحسين حياة الناس المصابين بأي نوع من السرطان. وقد تأسست في عام 1911 من قبل دوغلاس ماكميلان وهي الآن الأكبر من نوعها في المملكة المتحدة. تقوم بدعم الناس الذين يعيشون مع مرض السرطان وأسرهم ومقدمي الرعاية. الطرق التي تساعد بها واسعة جدًا وتتناول الحاجة إلى المعلومات بالإضافة إلى الدعم العملي، العاطفي والمالي. كما أنها توفر المنشورات العلمية، الرعاية الطبية المتخصصة والدعم. علاوة على ذلك، هذه المنظمة تحارب التمييز ووتطلق الحملات من أجل التغيير في السياسة،  التشريع والممارسة.
كما يموّل ماكميلان أيضًا  الممرضات وغيرهم من المتخصصين في الرعاية الصحية والأخصائيين الاجتماعيين. وقاموا بتمويل أكثر من 4000 متخصص في الرعاية الصحية والاجتماعية في جميع أنحاء المملكة المتحدة. هؤلاء المهنيين قاموا بمساعدة 432,000 شخصًا في 2008 التي شملت ليس فقط مرضى السرطان وأسرهم، ولكن أيضًا مقدمي الرعاية والأصدقاء. ماكميلان يعمل جنبًا إلى جنب مع الخدمات الصحية الوطنية، السلطات المحلية، مشورة المواطنين وغيرها من مراكز رعاية مرضى السرطان الخيرية.
  سوزان جي كومن من أجل العلاج هي منظمة غير ربحية تم إنشاؤها في عام 1982 لجمع المال من أجل البحث والتوعية عن  سرطان الثدي. تعتبر أكبر شبكة في العالم للناجين من سرطان الثدي والنشطاء وكذلك أكبر مصدر للتمويل غير الربحي المكرس لمكافحة سرطان الثدي حول العالم.

## عِش قويًا
عِش قويًا هي منظمة عالمية لدعم السرطان والأبحاث. وقد نشأت بتمويل من مؤسسة لانس آرمسترونغ (الجيش اللبناني) التي تأسست من قبل لانس أرمسترونج في عام 1997 بعد أن تم تشخيصه بمرحلة متقدمة من سرطان الخصية في عام 1996. شعارهم هو «الاتحاد هو القوة، المعرفة هي الطاقة، الأسلوب هو كل شيء.» هم يعملون على  مساعدة الناس أن يعيشوا حياتهم مع السرطان ومساعدتهم على الكفاح من أجل التغلب عليه. كما أنها تعمل على توفير الدعم والموارد إلى الأشخاص المتضررين من السرطان. كما تعمل على تمويل أبحاث السرطان بالإضافة إلى المشاريع البحثية الخاصة بها.

### التصدي للسرطان
هو برنامج خيري يهدف إلى جمع الأموال لأبحاث السرطان. تأسس من قبل وسائل الإعلام والترفيه وزعماء المنظمات الخيرية الذين تم تشخيصهم بمرض السرطان. وهو يقوم على نشر الوعي أن الجميع يمكن أن يُصاب بالسرطان. يستخدمون احصائية «واحد من كل رجلين وواحدة من كل ثلاث نساء، سيتم تشخيصهم بالسرطان» للتأكيد على أن مرض السرطان يؤثر على الجميع سواء تم تشخيصهم أو يعرفون شخص تم تشخيصه بالسرطان.

### ضروريات دب
هي مؤسسة للسرطان تم إنشاؤها للمساعدة في القضاء على سرطان الأطفال وتوفير الأمل والدعم للمتضررين. تم إنشاؤها من قبل طفل في الثامنة من عمره يدعى باريت «الدب» كروبا ووالدته. كان باريت يعاني من   ورم ويلمز لمدة خمس سنوات ونصف، وخلال ذلك الوقت كان يخصص لمساعدة الآخرين في مكافحة سرطان الأطفال، أكثر مما كان يخصص لنفسه. تم إنشاء هذه المؤسسة في ذكرى تأبينه من أجل مساعدة الآخرين لمواجهة سرطان الأطفال.

### منظمة جو لدعم سرطان عنق الرحم
هي المنظمة الوحيدة الخيرية في المملكة المتحدة  المخصصة للمتضررين من سرطان عنق الرحم وتشوهاته. حيث توفر تنوعًا كبيرًا من الدعم عبر الإنترنت وكذلك جها لوجه بما في ذلك: معلومات، خط ساخن، مجموعات الدعم المحلية وخدمة اسأل الخبراء.
أُسست مجموعة ملائكة أميرمان على الاعتقاد بأن لا أحد يجب أن يحارب السرطان وحده وتوفر الدعم الشخصي للسرطان عن طريق قرن اللأفراد الذين تم تشخيصهم بالسرطان مع أولئك الذين نجوا من نفس النوع من السرطان. الخدمة مجانية وتساعد أي شخص تأثرمن قبل أي نوع من السرطان في أي وقت وأي مكان في العالم.
بالإضافة إلى ذلك، الدعم المجتمعي عبرالانترنت يمكن أن يساعد في الإدارة الذاتية للمرض. ويمكن أن تساعد فعالية الإدارة الذاتية للمرض على التخفيف من تكاليف الرعاية الصحية.

## سرطانات نادرة
دعم السرطانات النادرة هو مشكلة خاصة، فالمرضى قد يكونون بعيدين عن مراكز العلاج التخصصي، وأيضا عن المرضى الآخرين الذين يمكن أن يعطوهم الدعم والمشورة. ظهور الإنترنت قد سمح لمجموعات دعم هذه السرطانات النادرة في الظهور على أساس عالمي، تقديم الدعم الشخصي والجماعي للمرضى وأسرهم الذين يعيشون في قارات مختلفة، ومع ذلك قادرة على مشاركة الأعراض الخبرات والمشورة، على سبيل المثال في النظام الغذائي أو تخفيف الألم.
منظمات مثل المنظمة الأوروبية للأمراض النادرة تساعد على التنسيق وتقديم الدعم لهذه المنظمات. ومن أمثلة هذا، مجموعات دعم  الناجين من الورم المخاطي الكاذب الذين يقدمون الدعم للمرضى الذين يعانون من ورم مخاطي صفاقي كاذب ولديها مجتمعات نشطة لا سيما في الولايات المتحدة الأمريكية وكندا واستراليا ونيوزيلندا والمملكة المتحدة وأيرلندا، وكذلك أوروبا القارية.

## روابط خارجية
مجموعات دعم مرضى السرطان على مشروع الدليل المفتوح